# René Gerber
René Gerber (Travers, Neuchâtel kanton, 1908. június 29. – Bevaix, Neuchâtel kanton, 2006. október 21.) svájci zeneszerző, zongorista, zenetanár, a Neuchâteli Zenei Konzervatórium (Conservatoire de musique neuchâtelois) igazgatója, galériatulajdonos. Tanárai Volkmar Andreae, Paul Müller, Paul Dukas, Nadia Boulanger voltak. A neoklasszicizmus és a "francia letisztultság" képviselője, művei a hagyományos formákat követik. Számos műfajban alkotott: írt szimfonikus-, kamarazenekari, vokális és versenyműveket, komponált zongorára és orgonára is. Két Shakespeare-dráma által inspirált opera szerzője (Rómeó és Júlia, Szentivánéji álom).